# Danny Abramowicz
Danny Abramowicz, född 6 september 1945 i Steubenville i Ohio, är en före detta amerikansk fotbollsspelare. På planen spelade han som wide receiver i National Football League för lagen New Orleans Saints och San Francisco 49ers.